# Otto/Novecento
Otto/Novecento este o revistă literară trimestrială axată pe literatura italiană din secolele al XIX-lea și al XX-lea, fondată în 1977 de Umberto Colombo și condusă în prezent de profesorul și istoricul literar Giuseppe Farinelli de la Università Cattolica del Sacro Cuore din Milano.
Sediul revistei este în spațiile Departamentului de Italianistică și Studii Comparate al universității, Largo Agostino Gemelli 1, 20123, Milano. 
Cercetători literari cunoscuți precum Giorgio Bàrberi Squarotti, Angelo Colombo, Salvatore Nigro, Silvio Ramat și Giuseppe Savoca au făcut parte din comitetul științific al revistei.